# Augustine Hotel Prague
Augustine Hotel Prague (celým názvem Augustine, a Luxury Collection Hotel Prague) je název luxusního hotelu společnosti Marriott International v části areálu augustiniánského kláštera v Letenské ulici 12/33 na Malé Straně v Praze 1.

## Popis

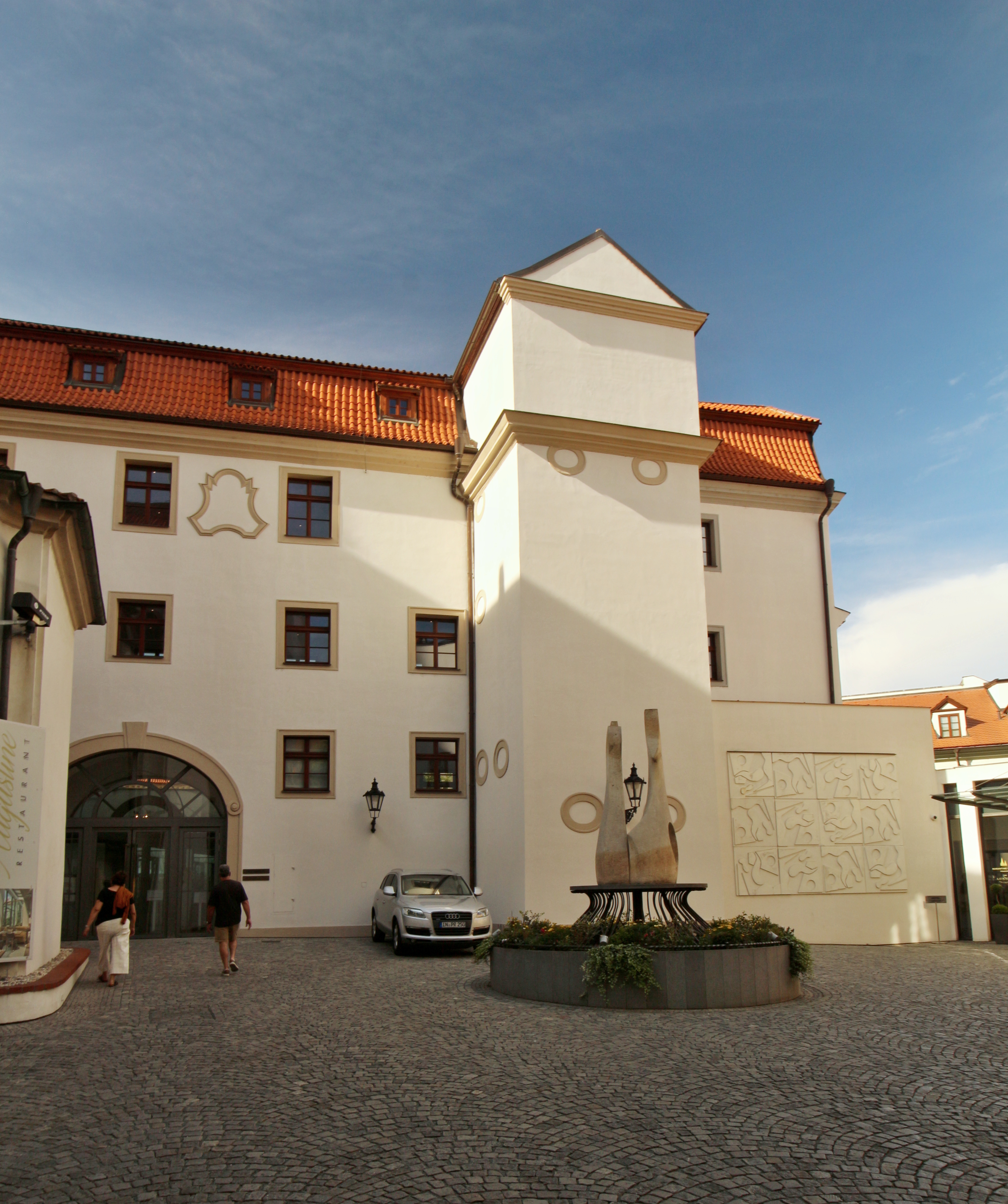
Nádvoří hotelu

Hotel se nachází přímo v prostorách části augustiniánského kláštera při kostele svatého Tomáše v historickém centru Prahy, nedaleko Karlova mostu. Z vyšších pater hotelu je vidět část Pražského hradu.
Interiér je luxusní, pokoje jsou klimatizované i vytápěné s vlastní koupelnou se sprchovým koutem. Postele jsou dvojlůžkové či king size. Některé pokoje jsou bezbariérové, či určené pro rodiny s dětmi. Je možné objednat si prostory pro konání společenských událostí, jako jsou svatby, či firemní mítinky apod. 